# حزب العمال الوطني الاشتراكي البلغاري
حزب العمال الوطني الاشتراكي البلغاري (بالبلغارية: Българска Национал-Социалистическа Работническа Партия)‏ كان حزبًا نازيًا مقره مملكة بلغاريا.
كانت واحد من عدد من الجماعات المعادية للسامية التي ظهرت في بلغاريا بعد ظهور أدولف هتلر في ألمانيا، مع مجموعات بارزة أخرى بما في ذلك اتحاد الجيوش الوطنية البلغارية وراتنيكس. أسسه الدكتور كريستو كونتشيف أو كونتشيف عام 1932، الذي درس الطب في برلين. سعى الحزب لنسخ الحزب النازي من خلال اعتماد البرنامج الاشتراكي الوطني والصليب المعقوف وغيره من رموز الحزب الألماني. على عكس بعض منافسيه من أقصى اليمين مثل اتحاد الجيوش الوطنية البلغارية وراتنيكس، لم تكن هذه المجموعة ذات نفوذ كبير ولديها عضوية صغيرة نسبيًا مع وجود مائة شخص فقط يحملون عضويتها. نشر الحزب صحيفة تسمى الهجوم! ، على غرار Der Angriff of يوزف غوبلز.